# Jelena Gortjakova
Jelena Jegorovna Gortjakova (ryska: Елена Егоровна Горчакова), född 17 maj 1933 i Moskva, död 27 januari 2002, var en sovjetisk friidrottare.
Gortjakova blev olympisk bronsmedaljör i spjutkastning vid sommarspelen 1952 i Helsingfors.